# Alexander N’Doumbou
Alexander A. N'Doumbou (Jalisanta Tu-mu-bu (亚历山大·恩杜姆布, Yà-lì-shān-dà Dù-mǔ-bù); Port-Gentil, 1992. január 4. –) kínai származású gaboni labdarúgó, a francia Marseille középpályása.

## Pályafutása

### A válogatottban
2011. február 9-én mutatkozott be a gaboni válogatottban a Kongói Demokratikus Köztársaság elleni mérkőzésen. Részt vett a 2015-ös Afrika-kupán.